# Први Роботек рат
У измишљеном Роботек свету, Први Роботек рат (фебруар 2009 – Април 2011) је био сукоб између земаљских Одбрамбених Роботек снага и ванземаљаца Зентраеда. Иако су Земљани на крају победили, цена победе је била превисока. Планета Земља је била готово уништена, а биљке, животиње и људи десетковани.

## Корени
Корени Првог Роботек рата сежу до 1999. године када се ванземаљски свемирски брод (у то време познат под мање звучним именом АСС-1) срушио на измишљено острво Макрос у јужном Пацифику, означивши крај глобалног сукоба. Пронашавши у њему погинуле ванземаљце високе десет метара, Уједињена Земаљска Влада брзо је реаговала у даљем спречавању сукоба и обнови свемирске летелице. Обновљени брод назван је „Макрос“ по острву на које је слетео и добио ознаку СДФ-1, по којој је касније најчешће називан.
До тада непознати човечанству, Зентраеди су били на трагу свемирском броду, упутивши се ка његовој последњој познатој локацији - Земљи. Срећом, борба са ванземаљском расом Инвида задржала је Зентраеде неколико година.

## Рат
Рат је почео дана планираног за свечано узлетање СДФ-1 у фебруару 2009. године (током лета на јужној хемисфери где се налазило острво Макрос) када је флота Зентраеда дошла у Сунчев систем. Земљани су мимо своје воље отворили ватру на ванземаљце, због сигурносног уређаја на СДФ-1 који се сам активирао. Зентраеди су након тога започели инвазију на Земљу како би повратили своју борбену тврђаву. СДФ-1 успео је да полети усред градске битке између Одбрамбених Роботек снага и Зентраеда на улицама Макрос Ситија.
Покушај противнапада од стране носача класе АРМД - орбиталне земаљске флоте несрећно је окончан, због чега је капетан Хенри Гловал наредио маневар звани „скок у хипер-простор“ како би избегао Зентраеде. Скок је поред свемирске тврђаве са собом повукао и острво Макрос, пребацивши их у орбиту око Плутона уместо на тамну страну месеца. Макрос Сити је поново изграђен унутар свемирске тврђаве, у коју се сместило и његових 70.000 становника. СДФ-1 је започео дуго путовање ка Земљи.
Током двогодишњег путовања Зентраеди су непрестано нападали, оштећујући брод и исцрпљујући његове одбрамбене снаге и цивилно становништво. Две најзначајније битке су: битка код Сатурнових прстенова, током које СДФ-1 у противнападу потпуно уништио непријатељску ударну силу и битка код Марсове базе Сара, када је СДФ-1 избегао клопку Зентраеда које је предводио Кајрон (појачање које је затражио Бритеј) током покушаја обнављања залиха на напуштеној осматрачници на Марсу. Због неуспеха да зароби свемирску тврђаву, Бритеја је заменила команданткиња Азонија.
Када се СДФ-1 коначно вратио на Земљу капетан Гловал је затражио од Уједињене земаљске владе дозволу да искрца 56.000 преживелих цивила из тврђаве. Влада и војска, предвођена адмиралом Хејзом (оцем првог официра СДФ-1, Лизе Хејз) одбила је захтев, јер су прогласили да су острво Макрос и Макрос Сити уништени у нуклеарном нападу након узлетања СДФ-1. Капетан Гловал успротивио се наређењу и започео серију неустрашивих летова изнад насељених подручја како би оповргао званичну причу и натерао владу да прихвати цивиле. Када је у бици са Зентраедима уништен град Торонто, претходна понуда канадске владе да прими цивиле у азил је повучена, а Уједињена земаљска влада прогнала је СДФ-1 са Земље.
У међувремену, Зентраеди су почели да потпадају под утицај земаљске културе, неодољиве силе за расу узгајану искључиво за рат. Масовне разлике у мишљењу започеле су у редовима Зентраеда, доводећи чак и до побуне која је приморала команданта Бритеја (који се вратио након Азонијиног неуспеха у нападу Елитним одредом од милион ратних бродова) да затражи примирје са СДФ-1. извештаји о „културној контаминацији" Империјалне флоте подстакли су врховног команданта Зентраеда, Долзу да сакупи Врховну флоту која ће истребити човечанство и „заражене“ Зентраеде. Готово пет милиона ратних бродова пристигло је у земљину орбиту по Долзином наређењу.
Врховна флота започела је масовно планетарно бомбардовање Земље, истребивши готово сваки велики насељени део и опустошивши већину земљишта (уништено је између 70% и 95% површине (зависно од извора). Земаљске снаге извршиле су противнапад огромним топовским супероружјем које је збрисало стотине хиљада зентраедских бродова. СДФ-1 са удруженом Империјалном флотом побуњених Зентраеда, користећи музику Лин Минмеј да збуни снаге Врховне флоте, експлозијом су прокрчили пут до Долзиног огромног врховног штаба. Долза и његова флота били су дословно уништени, али се то догодило и скоро целој Империјалној флоти. Ово је био крај Првог Роботек рата.